# Lúcio Antônio
Lúcio Antônio (n. 81 a.C.; em latim: Lucius Antonius) foi um político da gente Antônia da República Romana eleito cônsul em 41 a.C. com Públio Servílio Vácia Isáurico. Lúcio era filho de Marco Antônio Crético com Júlia Antônia, parente de Júlio César, e irmão mais novo do triúnviro Marco Antônio. Era conhecido como Pietas por que pretendia atacar César para ajudar o irmão, uma referência à virtude romana da pietas ("senso do dever"). Sabe-se que, quando esteve de posse de Roma durante seu consulado, propôs a abolição do triunvirato, mas este fato por si só não demonstra que ele seria contrário aos interesses do irmão. Cícero tinha uma opinião bastante desfavorável de Lúcio, chamando-o de "gladiador" e "bandido", entre outras coisas.

## Carreira
Lúcio Antônio foi questor propretor da Ásia, entre 50 e 49 a.C. De volta a Roma, foi tribuno da plebe em 44 a.C. Depois do assassinato de César, Lúcio tentou ajudar seus irmãos mais velhos, Marco e Caio Antônio, e introduziu uma lei agrária, que favorecia os veteranos do exército de César. Em seguida, acompanhou seu irmão à Gália e participou da Batalha de Mutina, no exército de Marco Antônio. Em 41 a.C., foi eleito cônsul, com Públio Servílio Vácia Isáurico e realizou um triunfo, por suas vitórias contra tribos alpinas.
Quando o Segundo Triunvirato foi firmado entre Marco Antônio, Otaviano e Lépido, uma das tarefas de Otaviano era a divisão das terras. Cabia a ele escolher, entre veteranos e proprietários, nas dezoito cidades onde estavam os lotes de terra, e preferiu os primeiros, o que resultou em uma grande agitação naquelas cidades.
A disputa pela divisão das terras aos veteranos de César provocou, durante o consulado de Lúcio, a chamada Guerra de Perúsia, da qual participou a pedido de Fúlvia, esposa de Marco Antônio, que queria recuperar seu marido, entretido na corte de Cleópatra. Aproveitou a oportunidade para tentar eliminar Otaviano. Lúcio, com um exército de 100 000 soldados, entrou em Roma e manteve-se lá por algum tempo, prometendo ao povo que o triunvirato seria abolido. Quando o exército de Otaviano aproximou-se, Lúcio fugiu para Etrúria, refugiando-se em Perúsia, onde foi cercado e obrigado a render-se, em 40 a.C. -- sem que seu aliado, Caio Asínio Polião, governador da Gália Cisalpina e os legados de Marco Antônio, Quinto Fúfio Caleno, Lúcio Munácio Planco e Públio Ventídio Basso pudessem ajudá-lo. Na realidade, seus soldados não queriam enfrentar o filho adotivo do maior general da história de Roma, Júlio César. A cidade caiu e foi saqueada, mas Lúcio foi perdoado e enviado, como governador, para a Hispânia.